# 温泉シャーク2九州大決戦（仮称）
温泉シャーク2九州大決戦（仮称）（おんせんしゃーく2 きゅうしゅうだいけっせん）は、2025年制作、2026年公開予定の日本の映画。

## キャスト
- 束伝兵衛：金子清文[1]
- 万巻貫一：藤村拓矢[1]
- 巨勢真弓：中西裕胡[1]
- 花子浩平：内藤正記[1]
- マッチョ：椎名すみや[1]
- 温泉シャークの声：青柳尊哉[1]
- マッチョの声：板倉光隆[1]
- 柴田瑠歌[2]
- 橋本昭平[2]
- 須賀裕紀[2]
- 宇佐美えり[2]
- 蒼井小鳥[2]

## スタッフ
- 脚本・監督：井上森人
- 音楽：神馬譲
- テーマ曲：
- 協力：熱海怪獣映画祭、須賀川市、須賀川特撮アーカイブセンター、ASOおぐに観光協会、くまもとフィルムコミッション
- 企画・プロデューサー：永田雅之

## 製作

### 資金調達
クラウドファンディングによる資金調達を行った。